# Col de la Croix de Ladret
Le col de la Croix de Ladret est un col situé dans le Massif central en France. Il se trouve dans le département de la Loire, dans les monts du Forez, à une altitude de 1 046 mètres.

## Cyclisme
L'ascension du col de la Croix de Ladret a été au programme de la 2e étape du Critérium du Dauphiné 2024, effectuée par Chalmazel-Jeansagnière et classé en troisième catégorie, vers la fin de l'étape. Bruno Armirail le franchissait en tête.